# Takeo Kurita
Takeo Kurita (Japans: 栗田 健男, Kurita Takeo) (Mito, 28 april 1889 – Nishinomiya, 19 december 1977) was een viceadmiraal in de Japanse Keizerlijke Marine, die vocht in de Tweede Wereldoorlog, onder meer de slag in de Golf van Leyte.

## Loopbaan
In 1905 ging Takeo Kurita naar Etajima en in 1910 studeerde hij als 28e van 149 cadetten af aan de Academie van de Japanse Keizerlijke Marine.
Hij diende als adelborst op de kruisers Kasagi en Niitaka.
In 1911 werd hij vaandrig en diende hij op de kruiser Tatsuta.
In 1913 werd hij onderluitenant en diende hij op het slagschip Satsuma, de torpedobootjager Sakaki en de kruiser Iwate.
Op 1 december 1916 werd hij luitenant en diende hij op de kruiser Tone, torpedobootjagers Kaba, Minekaze, Yakaze en Hakaze. In 1920 kreeg hij het bevel over de torpedobootjager Shigure en in 1921 over de Oite.
In 1922 werd hij lieutenant commander en kreeg hij het bevel over de torpedobootjagers Wakatake, Hagi en Hamakaze. In 1927 werd hij commandant en kreeg hij het bevel over de torpedobootjager Urakaze en dan de 25e en de 10e groep torpedobootjagers.
In 1932 werd hij kapitein-ter-zee en kreeg hij het bevel over de 12e groep torpedobootjagers, dan de kruiser Abukuma en vanaf 1937 slagschip Kongō.
Op 15 november 1938 werd hij schout-bij-nacht en kreeg hij het bevel over het 1e en dan 4e flottielje torpedobootjagers.

## Tweede Wereldoorlog
Tijdens de aanval op Pearl Harbor voerde hij het bevel over de 7e divisie kruisers.
Hij nam in december 1941 deel aan de invasie van Java.
Hij leidde een vloot van escorte-vliegdekschip Ryujo en zes kruisers en bracht in de Baai van Bengalen 135.000 ton schepen tot zinken.
In de Slag bij Midway diende hij onder Nobutake Kondō en verloor hij de kruiser Mikuma.
Op 1 mei 1942 werd hij viceadmiraal en in juli werd hij ingedeeld bij de 3e divisie slagschepen.
In de Slag om Guadalcanal beschoot hij Henderson Field in de nacht van 13 oktober met 918 granaten. Kurita vocht in de Slag bij de oostelijke Salomonseilanden en de Slag in de Filipijnenzee.

### Slag in de Golf van Leyte

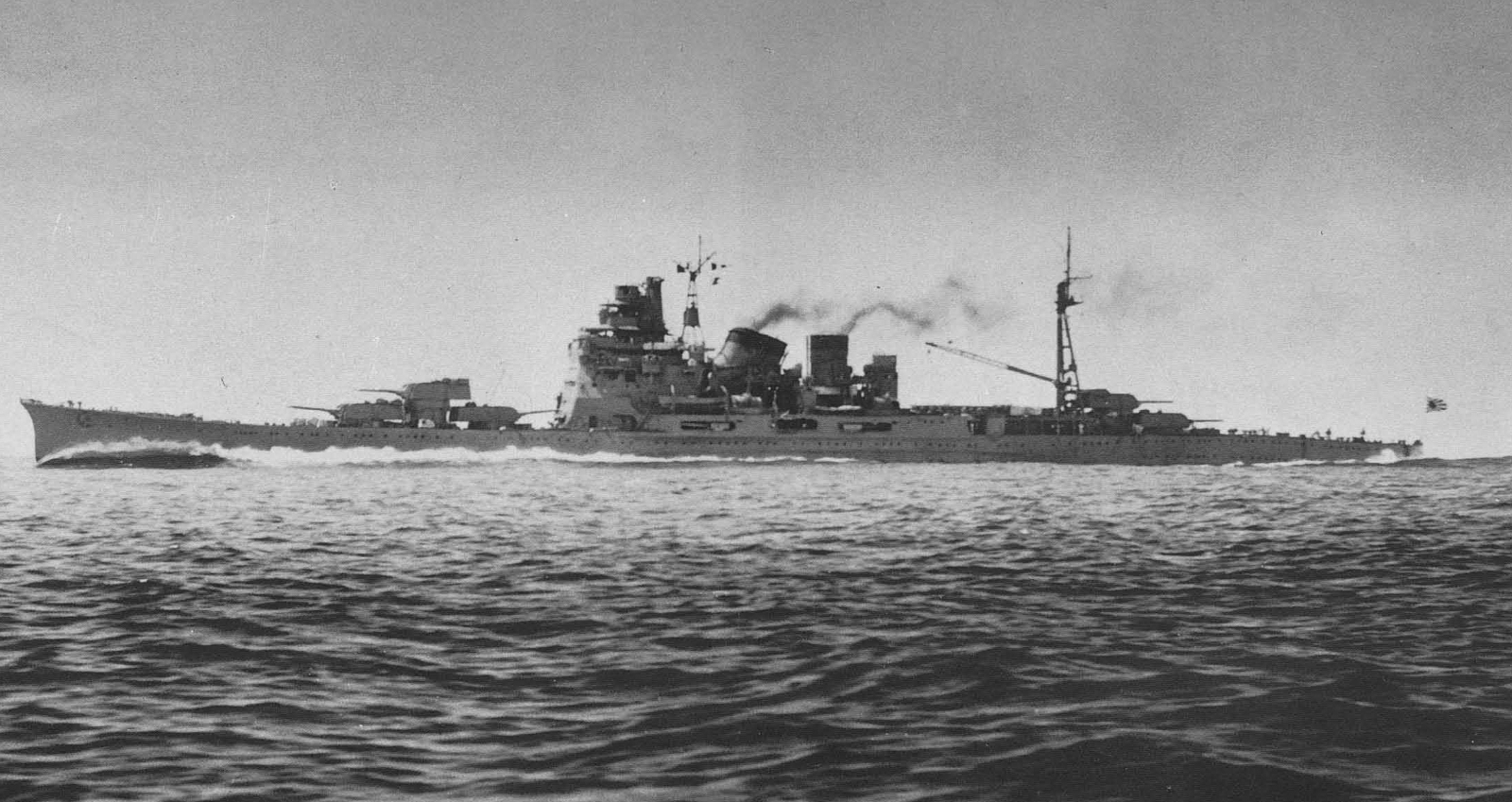
De kruiser Atago die verging, maar Kurita werd uit zee gered

In 1943 verving hij admiraal Kondō als bevelhebber van de 2e vloot.
Hij vocht in de Slag in de Golf van Leyte met de twee grootste slagschepen ter wereld, de zusterschepen Yamato en Musashi en verder de Nagato, de Kongō en de Haruna, nog tien kruisers en 13 torpedobootjagers.
Admiraal Soemu Toyoda beval hem om door de San Bernardinostraat te varen om de Amerikaanse landing op Leyte te beletten.

#### Duikboten
Toen hij op weg was van Brunei vielen Amerikaanse duikboten zijn vloot aan bij Palawan.
USS Dace (SS-247) bracht de zware kruiser Maya tot zinken.
USS Darter (SS-227) beschadigde de zware kruiser Takao en bracht Kurita's vlaggenschip, zware kruiser Atago tot zinken, zodat Kurita moest zwemmen voor zijn leven.
Kurita werd uit de zee gevist door een torpedobootjager en bracht zijn vlag over op de Yamato.

#### Luchtaanvallen
In de Sibuyanzee bij de San Bernardinostraat werden ze aangevallen door vliegtuigen van de Amerikaanse vliegdekschepen van de 3e vloot. Torpedo's en bommen brachten de Musashi tot zinken.
Twee bommen troffen de Yamato zodat hij trager moest varen.
Kurita brak zijn geplande aanval af en draaide westwaarts van de Golf van Leyte.
William Halsey achtervolgde daarop de vliegdekschepen van admiraal Jisaburo Ozawa.

#### Zeeslag

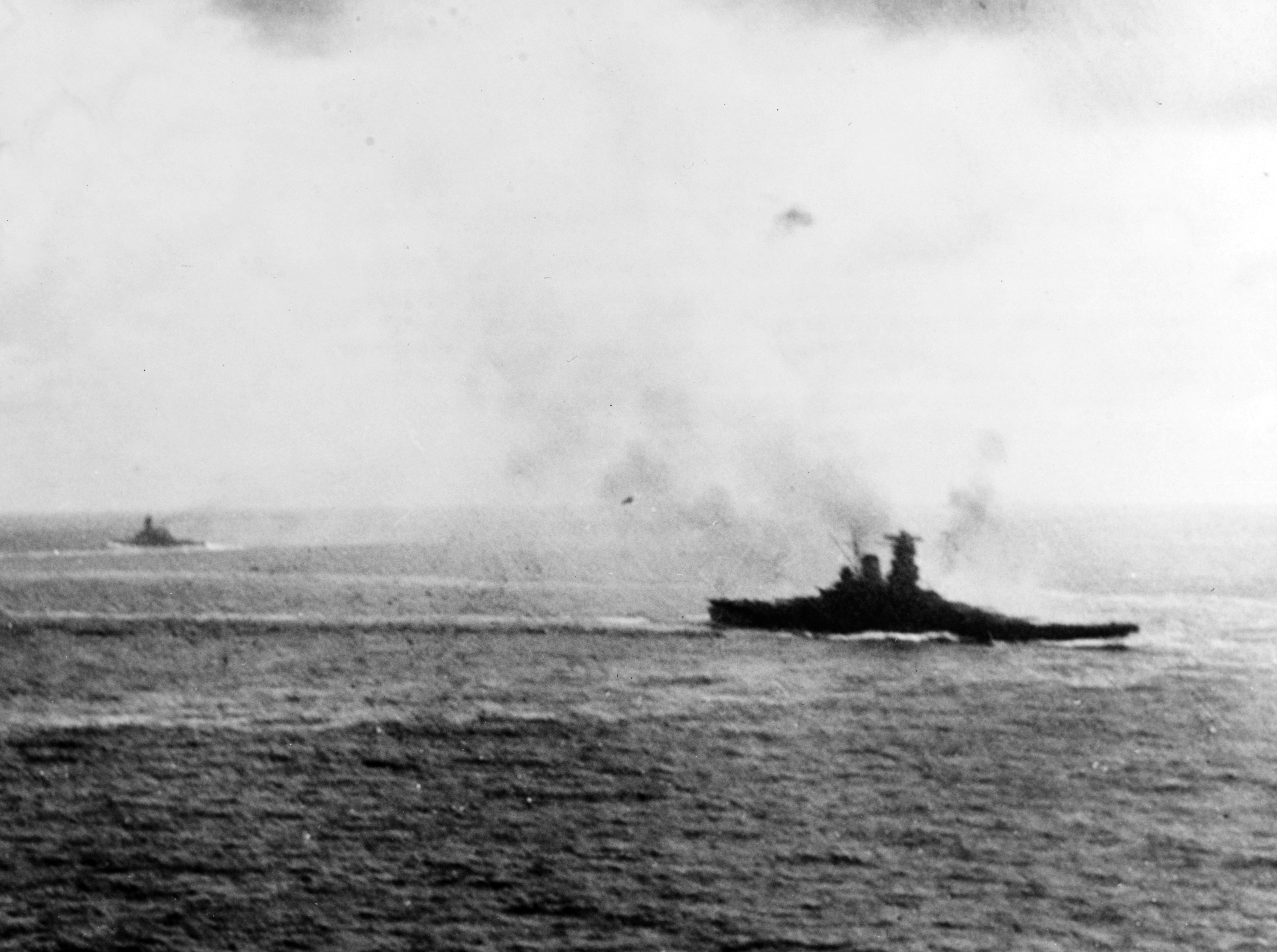
De Yamato met Kurita tijdens de Slag bij Samar

Viceadmiraal Thomas C. Kinkaid van de 7e vloot concentreerde zijn slagschepen in het zuiden.
In de nacht van 24 op 25 oktober 1944 liet Kurita zijn schepen naar het oosten draaien naar de Golf van Leyte.
In de ochtend van 25 oktober voer Kurita met de Yamato vooraan uit de San Bernardinostraat naar het zuiden langs de kust van het eiland Samar. Een halfuur na zonsopgang zagen de Japanse slagschepen task force 3, een eenheid van Kinkaid met zes escorte-vliegdekschepen en zeven torpedobootjagers van schout-bij-nacht Clifton Sprague, bedoeld om de kust te bewaken tegen duikboten.
Kurita opende het vuur om de vliegdekschepen te beletten om hun vliegtuigen te lanceren.
Hij stuurde zijn torpedobootjagers naar achter zodat ze niet in de vuurlijn zouden liggen in plaats van ze de tragere escorte-vliegdekschepen te doen aanvallen.
De Amerikanen trokken een rookgordijn op.
Kurita bracht vliegdekschip USS Gambier Bay (CVE-73) en torpedobootjagers USS Hoel (DD-533), USS Johnston (DD-557) en USS Samuel B. Roberts (DE-413) tot zinken en beschadigde andere.
De schepen van Kurita ondergingen luchtaanvallen van task force 3 en task force 2.
Kurita's vlaggenschip Yamato was achterop geraakt door eerdere schade en moest dan een aanval met torpedo's van USS Hoel ontwijken en was uit het zicht van eigen en vijandelijke schepen.

#### Terugtocht

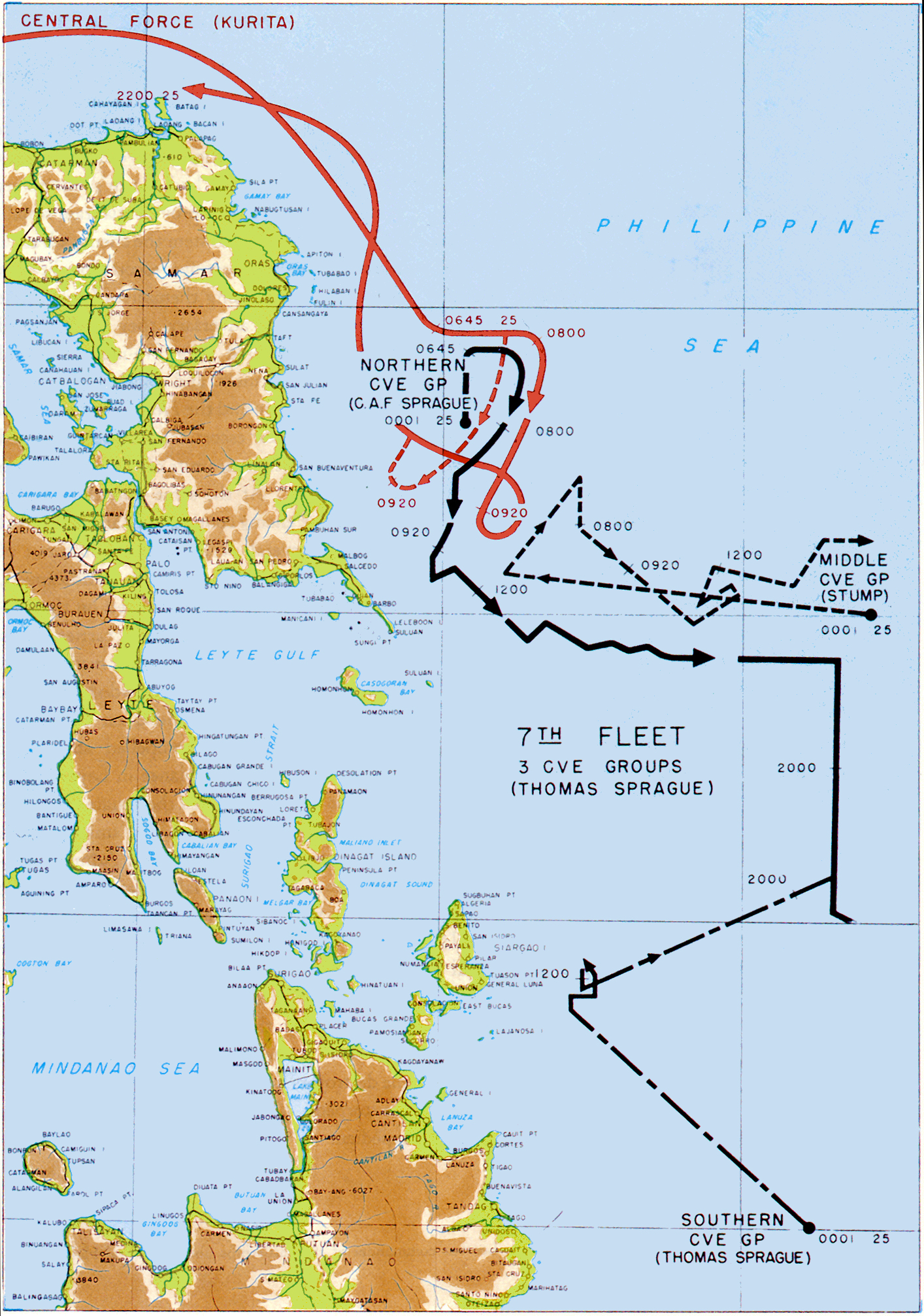
De aanval en de terugtocht van Kurita

Na 2,5 h vechten beval Kurita al zijn schepen om te hergroeperen ten noorden van Leyte.
Ondertussen hadden de task forces drie zware kruisers Chikuma, Suzuya en Chōkai tot zinken gebracht.
Kurita kreeg nieuws dat de slagschepen van Kinkaid de Japanse schepen in het zuiden hadden vernietigd.
Kurita kreeg bericht dat admiraal Halsey alle vier vliegdekschepen van de noordelijke macht tot zinken had gebracht en nu terugkeerde naar Leyte. Kurita kreeg ook bericht dat schepen van de Amerikaanse 7e vloot naar de Golf van Leyte voeren.
Kurita beschikte nog over vier slagschepen en drie kruisers, maar alle beschadigd en met weinig brandstof.
Kurita voer twee uur heen en weer langs Samar en trok zich dan terug door de San Bernardinostraat.
Er volgden verdere luchtaanvallen. Slagschepen van Halsey brachten de torpedobootjager Nowaki tot zinken, die achtergebleven was om drenkelingen van de Chikuma op te vissen.
Kurita kreeg kritiek dat hij niet tot der dood had gevochten. In december werd hij ontheven van zijn commando en werd hij hoofd van de Academie van de Japanse Keizerlijke Marine.

## Na de oorlog
Na de Overgave van Japan kwam Kurita aan de kost als briefschrijver en masseur. Hij leefde teruggetrokken met zijn dochter en haar familie. Hij sprak niet over politiek of over de oorlog.
Na de oorlog vond een Amerikaanse marineofficier hem in zijn moestuin.
Kurita bezocht om de twee jaar het Yasukuni-schrijn om te bidden voor zijn dode kameraden.
In 1954 gaf hij een kort interview aan de journalist Ito Masanori, waarin hij toegaf dat hij een fout had begaan bij Leyte door terug te keren en niet verder te vechten, maar later ontkende hij dat.
In 1966 weende hij bij het sterfbed van zijn collega Jisaburo Ozawa.
Toen hij al in de 80 was zei hij tegen zijn biograaf Ooka Jiro dat hij zijn vloot uit het gevecht terugtrok omdat hij niet geloofde in de verspilling van de levens van zijn mannen in een nutteloze inspanning, omdat hij al lang geloofde dat de oorlog verloren was.
Kurita overleed op 88-jarige leeftijd en zijn graf is op begraafplaats Tama te Fuchū.

## Militaire loopbaan
- Adelborst (海軍少尉候補生 Kaigun shōi kōhosei), Japanse Keizerlijke Marine: 18 juli 1910[8]
- Luitenant ter Zee 3e klasse (海軍少尉 Kaigun-shōi), Japanse Keizerlijke Marine: 1 december 1911[8]
- Luitenant ter Zee 2e klasse (海軍中尉 Kaigun-chūi), Japanse Keizerlijke Marine: 1 december 1913[8]
- Luitenant ter Zee 2e klasse (oudste categorie) (海軍大尉 Kaigun-daii), Japanse Keizerlijke Marine: 1 december 1916[8]
- Luitenant ter zee 1e klasse (海軍少佐 Kaigun-shōsa), Japanse Keizerlijke Marine: 1 december 1922[8]
- Kapitein-luitenant ter zee (海軍中佐 Kaigun-chūsa), Japanse Keizerlijke Marine: 1 december 1927[8]
- Kapitein-ter-zee (海軍大佐 Kaigun-daisa), Japanse Keizerlijke Marine: 1 december 1932[8]
- Schout-bij-nacht (海軍少将 Kaigun-shōshō), Japanse Keizerlijke Marine: 15 november 1938[8]
- Viceadmiraal (海軍中将 Kaigun-chūjō), Japanse Keizerlijke Marine: 1 mei 1942[8]

## Onderscheidingen
- Orde van de Heilige Schatten, 2e klasse[9]
- 1937 China Incident medaille[9]
- Groot Oostelijke-Aziatische Oorlogsmedaille[9]
- Badge voor Afgestudeerden van de Marine Staf College[9]